# Poprad
|  | No s'ha de confondre amb Riu Poprad. |

Poprad és una ciutat d'Eslovàquia. Es troba a la regió de Prešov, és capital del districte de Poprad. Després de Prešov, és la segona ciutat més poblada de la regió.

## Història
El territori avui dia ocupat per la ciutat fou colonitzat i ocupat per alemanys al segle xiii, que hi construïren la primera vila. Del 1412 al 1770, Poprad fou la capital d'un Spiš del Regne d'Hongria, del qual Eslovàquia formà part des del segle xi fins al 1918.
La primera referència escrita amb el nom de Poprad data del 1256.

## Demografia
| Godina             | 1994   | 2004   | 2014   | 2024   |
| ------------------ | ------ | ------ | ------ | ------ |
| Nombre de persones | 54.803 | 55.404 | 52.316 | 48.352 |
| Diferència         |        | +1,09% | −5,57% | −7,57% |

| Godina             | 2023   | 2024   |
| ------------------ | ------ | ------ |
| Nombre de persones | 48.741 | 48.352 |
| Diferència         |        | −0,79% |

## Ciutats agermanades
- Ústí nad Orlicí, República Txeca
- Zakopane, Polònia
- Vysoké Tatry, Eslovàquia
- Szarvas, Hongria
- Zwijndrecht, Països Baixos
- Omiš, Croàcia
- Taian, Xina

1. 1 2  «Počet obyvateľov podľa pohlavia - obce (ročne) [om7101rr_obce=AREAS_SK]».   Statistical Office of the Slovak Republic, 31-03-2025. [Consulta: 31 març 2025].